# Ваврен, Жан де

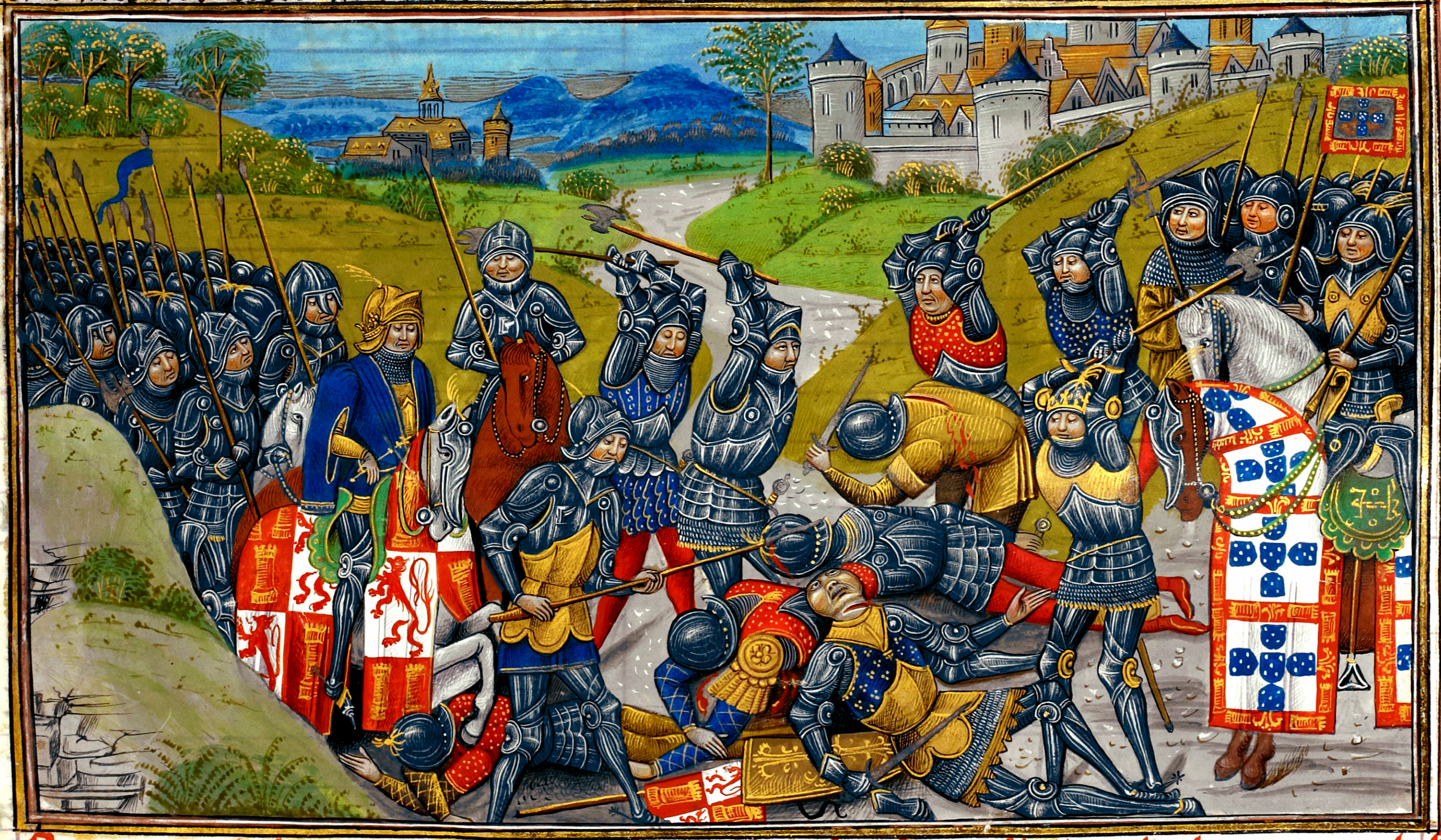
Сражение при Алжубарроте (1385). Миниатюра из «Староанглийских хроник» Жана де Ваврена. 1470—1480 гг.

Жан де Ваврен (фр. Jean de Wavrin, Jean de Waurin, англ. Jehan Waurin, нидерл. Jan van Wavrin; 1398 или 1400 — 1474 или 1475), также Ваврин или Ворэн, сеньор ле Форестье (фр. Jean du Forestiér) — бургундский воин, историк, политик и библиофил. Выходец из знати графства Артуа, участник Столетней войны и один из виднейших её летописцев, автор «Собрания староанглийских хроник».

## Биография
Незаконнорожденный сын Робера де Ваврена, потомственного сенешаля Фландрии и советника герцогов Бургундских, владельца города Ваврен на границе с Бельгией (совр. департамент Нор, Франция), и Мишель де Круа.

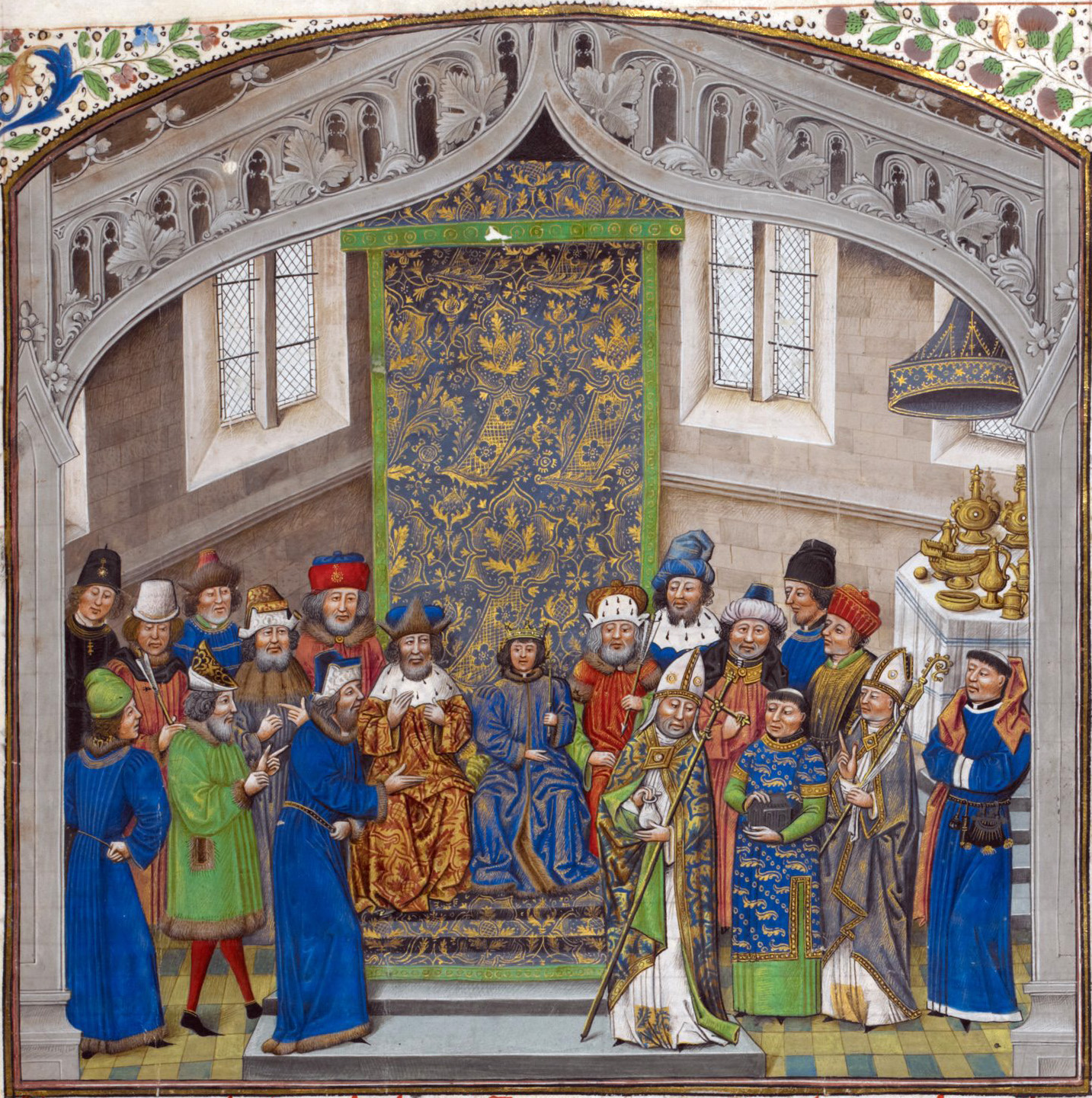
Коронация юного Ричарда II (1377). Миниатюра из «Староанглийских хроник» Жана де Ваврена

В юности стал свидетелем битвы при Азенкуре (1415), потеряв в ней отца и одного из братьев. Отличился на военном поприще, участвуя в походах английских полководцев графа Солсбери и герцога Бедфорда, особенно в битвах при Краване (1423) и при Вернёе (1424), в которых сражался на стороне англичан и их союзников бургундцев. В 1427 году присоединился к походу бургундского герцога Филиппа III Доброго против графини Голландии и Зеландии Жаклин Баварской, окончившемуся её пленением, а затем и аннексией её владений. Весной 1429 года присутствовал при осаде Орлеана, а в июне того же года участвовал в сражении при Пате.
В 1435 году, после заключения Арасского договора, оставил военную службу, осев в Лилле, где в 1437 году женился на богатой вдове Маргерит Ангуар. В том же году был признан герцогом Филиппом законным наследником, а спустя 5 лет посвящён им в рыцари. С 1462 года исполнял при дворе герцога должность камергера, а с 1465 года являлся его советником, получив от него в награду поместья Форестье и Фонтенуа. В 1463 году отправлен был с дипломатической миссией в Рим.
Его первый визит в Англию состоялся в 1467 году, когда он присутствовал на знаменитом турнире, главным событием которого стал рыцарский поединок между Антуаном, Великим бастардом Бургундским, и Энтони Вудвиллом, графом Риверсом, братом королевы Елизаветы, где представил первый вариант своего труда.
Будучи заядлым библиофилом, обладал солидным книжным собранием, включавшим в себя не только рыцарские романы и морально-дидактические сочинения, но и рукописи исторических хроник. 
Умер после 1474 года; точная дата смерти не установлена. Возможно, был жив ещё в 1475 году. В документе, фиксирующем мобилизацию дворян Валлонской Фландрии для ведения войны в Лотарингии в 1475—1476 годах, имеется запись: «Сеньор де Ваврен, старый рыцарь, желая послужить монсеньору герцогу, направил в Лотарингию своего бастарда в сопровождении трех жандармов и шести конных лучников; из них шесть лучников направлены в Сен-Кантен в ордонанс под началом монсеньора де Равенштейна».

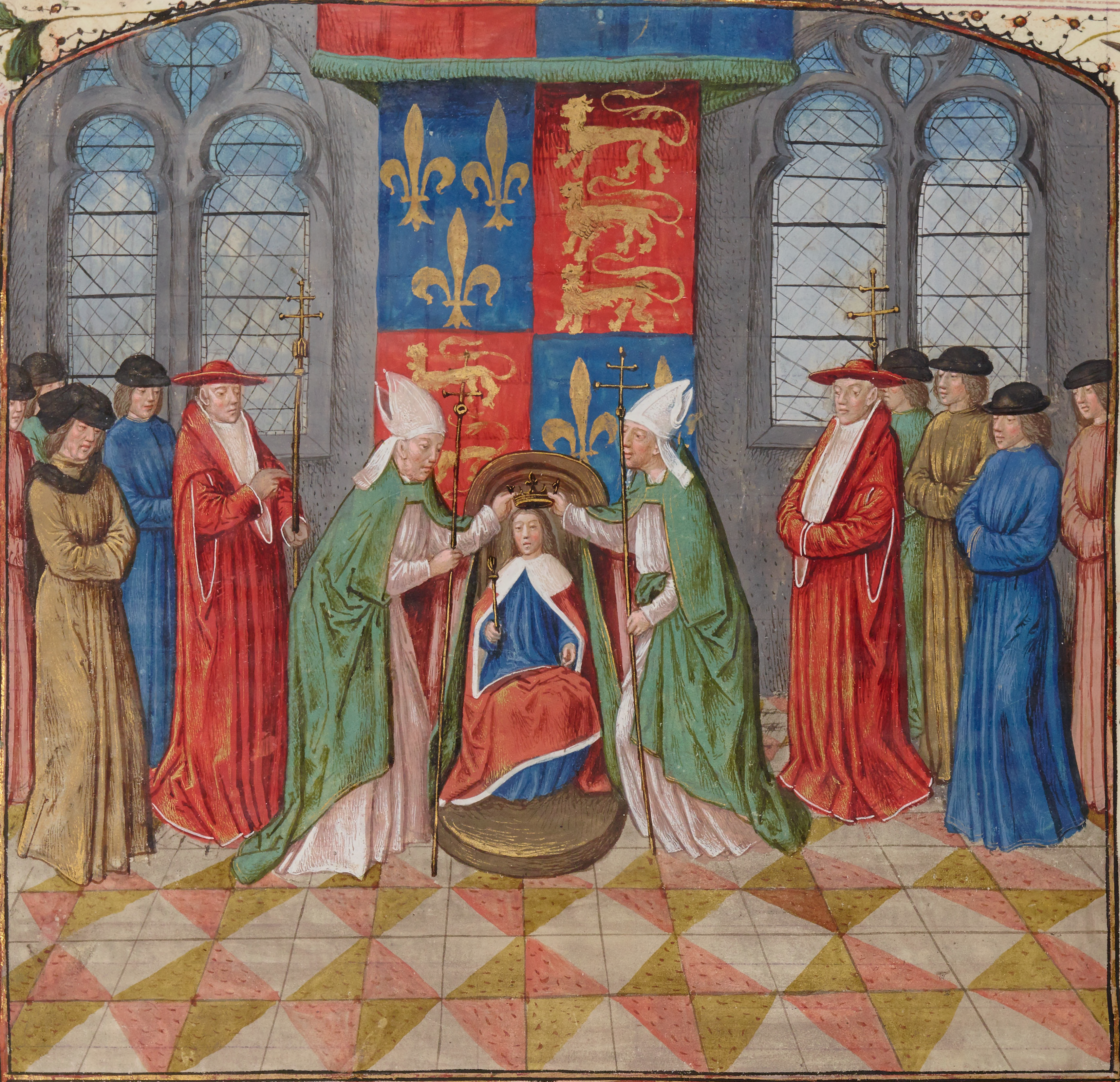
Венчание Генриха VI французской короной (1431). Миниатюра из «Староанглийских хроник» Жана де Ваврена

## Сочинения

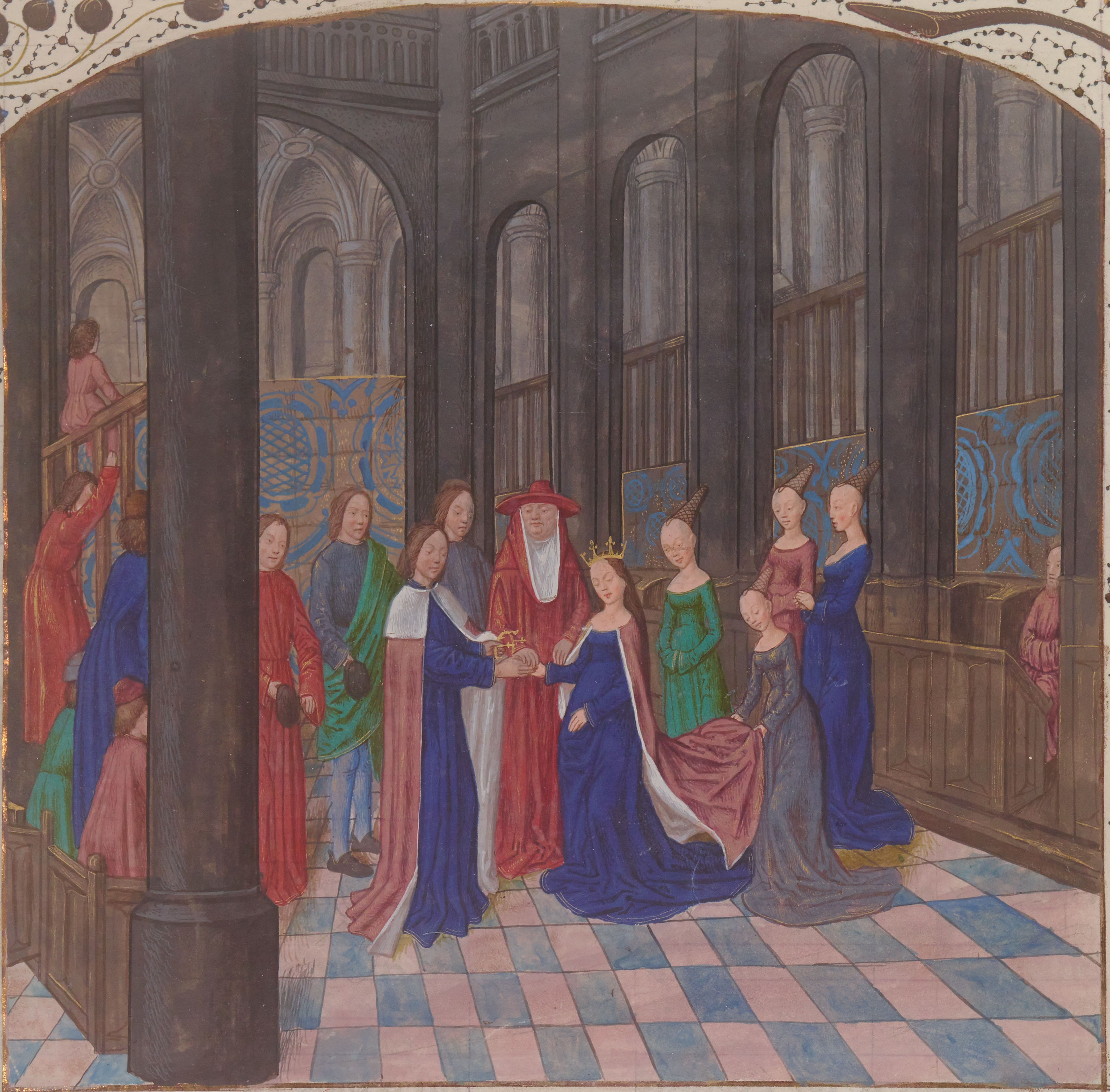
Бракосочетание Эдуарда IV с Елизаветой Вудвилл (1464). Миниатюра из «Староанглийских хроник» Жана де Ваврена

Основное сочинение Ваврена — «Собрание староанглийских хроник», полностью «Собрание хроник и древних историй Великой Британии, в настоящее время именуемой Англией» (фр. Recueil des Croniques et Anchiennes Istories de la Grant Bretaigne, à présent nommé Engleterre) — написано на среднефранцузском языке.

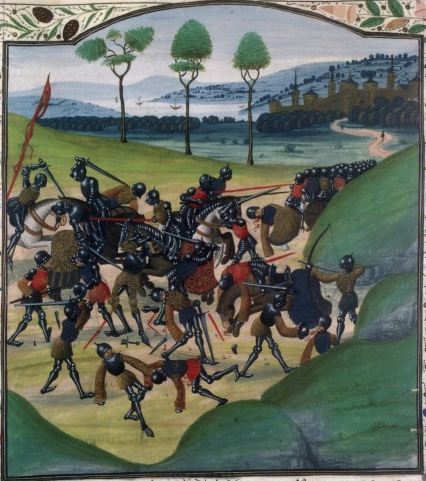
Битва при Пуатье (1356). Миниатюра из «Староанглийских хроник» Жана де Ваврена

По словам самого автора, свой исторический труд он начал по просьбе племянника Валерана, интересовавшегося рыцарской стариной. Первая версия его (в 4 томах) была закончена между 1445 и 1456 годами и описывает события до 1413 года, до смерти английского короля Генриха IV. Во второй расширенной редакции (в 5 томах), законченной около 1469 года, собрание хроник охватывает события с 688 по 1443 год, третья (в 6 томах), излагающая историю Англии со времён легендарной Альбины до 1471 года, осталась неоконченной.
Труд Ваврена не отличается высоким литературным стилем, и в целом для него характерно некритическое отношение к источникам, среди которых следует, в первую очередь, назвать хроники Жана Фруассара, Ангеррана де Монстреле, Жана Лефевра де Сен-Реми, Матьё д’Эскуши и Жака дю Клерка. Сведения о ранней истории Англии Ваврен заимствовал из «Церковной истории англов» Беды Достопочтенного (VIII в.), «Истории королей Британии» Гальфрида Монмутского (XII в.) и анонимной хроники «Брут» (XIV в.). Среди литературных источников можно отметить «Роман о Бруте» нормандского поэта Васа (1155).
Ваврен уделяет внимание преимущественно событиям в Англии и в меньшей степени на континенте, однако сочинение его представляет собой немаловажный источник сведений о событиях Столетней войны, а также начального периода войны Алой и Белой розы, в которой автор явно симпатизирует Йоркам и их бургундским союзникам. Несмотря на то, что Ваврен был очевидцем многих из описываемых им событий, он интуитивно избрал для себя взгляд не участника, а бесстрастного наблюдателя, лишённого каких-либо эмоций, поэтому рассказ его практически лишён индивидуальных оценок. Так, описывая историческое сражение при Азенкуре, стоившее жизни его отцу и брату, он опирается не на собственные впечатления, а на авторитет бургундского хрониста Монстреле; его же сообщениям он следует, рассказывая о пленении и допросе Жанны д’Арк. 
Наибольшую ценность для историков представляет описание Вавреном событий 1444—1471 годов, очевидцем многих из которых он являлся. Особый интерес здесь представляет изложенная им оригинальная версия событий Крестового похода на Варну (1443—1444), в котором он принимал личное участие, а также описание бракосочетания между Эдуардом IV и Елизаветой Вудвилл (1464).
Сочинение, неизданное при жизни автора, но расходившееся в рукописях, получило определённую известность у современников. В 1473 или 1474 году писатель и переводчик из Лилля Жан дю Шене в заключение своего переложения «Записок» Юлия Цезаря, рассуждая о причинах победы французов над англичанами в Столетней войне, писал: «Эти события были собраны и изящно изложены на бумаге в шести превосходных томах, а недавно дополнены, изысканиями и немалыми трудами почтенного, мудрого, прославленного рыцаря и знаменитого путешественника по имени Жан де Ваврен, сеньор де Форестье, человека достославного и доброго нрава».
Является также автором прозаического сочинения «Жерар из Невера» (фр. Gérard de Nevers), в основу которого положен был популярный «Роман о Фиалке» (фр. Roman de la Violette) поэта XIII века Жерберта де Монтрейля. Единственный манускрипт его сохранился в собрании Королевской библиотеки Бельгии (Брюссель).

## Рукописи и издания
Известно не менее 9 рукописей «Собрания староанглийских хроник» Ваврена из фондов Национальной библиотеки Франции (Париж), Британской библиотеки (Лондон), Бодлианской библиотеки Оксфордского университета, библиотеки Кембриджского университета, Королевской национальной библиотеки Нидерландов (Гаага) и Австрийской национальной библиотеки (Вена).
Наиболее полная версия сохранилась в рукописи, хранившейся в личном собрании Лодевика ван Грутхусе, а ныне находящейся в Национальной библиотеке Франции. Другая менее полная рукопись хранилась в библиотеке Нассауского дома, и сегодня находится в разрозненном состоянии в собраниях Гааги, Балтимора и Оксфорда.
Манускрипт третьей версии собрания хроник Ваврена, возможно, продолженной другим хронистом, предназначавшийся для короля Эдуарда IV (Paris, BNF, fr. 74-85), был закончен около 1475 года в Брюгге и иллюминирован анонимным лондонским мастером, создавшим миниатюры к рукописи «Записок о Галльской войне» Юлия Цезаря, также принадлежавшей Эдуарду IV. Этот неизвестный миниатюрист не может быть отождествлён с другим художником из Лилля, сотрудничавшим с Вавреном. Иллюминированная рукопись неоконченной третьей редакции хранится в собрании королевских рукописей Британской библиотеки под шифром Royal MS 14 E. v.
Неполное (за 1325—1471 гг.) трёхтомное издание хроник Ваврена было выпущено в 1858—1863 годах в Париже мадемуазель Л. Дюпон в коллекции «Французского исторического общества». Полная 5-томная их публикация была подготовлена в 1864—1891 годах британским историком-архивистом Уильямом Харди для академической Rolls Series.